# 郭基煇
郭基煇，SBS（1983年—），祖籍廣東省中山市，父親郭炳江是新鴻基地產聯合創辦人郭得勝次子，亦是郭炳湘先生和郭炳聯先生之姪兒。

## 生平
毕业于美國史丹福大學管理科學及工程學士學位以及哈佛商學院之工商管理碩士學位。現任廣東省政協委員。自2008年11月起加入新鴻基地產發展有限公司，出任項目經理，負責集團於香港及珠江三角洲區域若干主要住宅及商業項目。之前曾於摩根士丹利國際投資銀行工作。
2014年12月19日，新地召開董事局會議，郭基煇獲委任為執行董事。
2021年選舉委員會界別分組選舉，郭基煇宣佈出戰地產及建造界。

## 外部連結
- 新鴻基地產官方網站 （页面存档备份，存于）
- 臨危受命富三代接棒 （页面存档备份，存于）